# Louvain-la-Neuve
Louvain-la-Neuve (có thể hiểu là Louvain mới theo nghĩa tiếng Pháp để phân biệt với Louvain (hay Leuven)) là một thành phố quy hoạch trong vùng Ottignies-Louvain-la-Neuve, Bỉ, cách khoảng 30 km về phía đông nam Brussels, nằm trong vùng nói tiếng Pháp của Bỉ. Thành phố được xây dựng để phục vụ cho trường Đại học Công giáo Louvain (Université Catholique de Louvain) sau khi có xung đột về ngôn ngữ (giữa cộng đồng nói tiếng Pháp và tiếng Hà) trong thập niên 1960 và các tuyên bố về phân biệt đối xử tại Đại học Công giáo Leuven (Leuven và Louvain thực chất là một, khác nhau theo cách viết tiếng Hà Lan và tiếng Pháp), trường sau đó được tách thành Katholieke Universiteit Leuven sử dụng tiếng Hà Lan và Université Catholique de Louvain sử dụng tiếng Pháp.
Nhờ có sự phân tách này mà thành phố sống theo nhịp thở của một trường đại học, nhịp thở của sinh viên - cũng chính là lý do mà thành phố này ra đời và tồn tại (nhộn nhịp trong tuần, vắng vẻ cuối tuần và vào các kì nghỉ). Tuy nhiên, với sự ra đời của trung tâm mua sắm Esplanades, tòa nhà trung tâm triển lãm và sự kiện Aula Magna  cũng như rạp chiếu bóng Cinéscope, Louvain-la-Neuve đã bắt đầu phát triển vượt qua cái gốc đại học đơn thuần của nó.
Louvain-la-Neuve là một ví dụ điển hình của một kiểu thành phố dành cho người đi bộ với "ô tô lưu hành bên dưới" (xem New Pedestrianism).